# Retocomus rehni
Retocomus rehni är en skalbaggsart som beskrevs av Abdullah 1965. Retocomus rehni ingår i släktet Retocomus och familjen kvickbaggar. Inga underarter finns listade i Catalogue of Life.